# Jack Kirk
Jack Kirk (Missoula, 19 febbraio 1895 – Ketchikan, 13 settembre 1948) è stato un attore statunitense.
Ha preso parte a circa 340 film, spesso western di serie B, tra il 1926 ed il 1948, anno della sua morte, avvenuta in Alaska all'età di 53 anni.

## Filmografia parziale
- Stormy, regia di Lew Landers (1935)
- Cowboy and the Senorita, regia di Joseph Kane (1944)
- Pride of the Plains, regia di Wallace Fox (1944)
- The San Antonio Kid, regia di Howard Bretherton (1944)
- The Topeka Terror, regia di Howard Bretherton (1945)
- Lone Texas Ranger, regia di Spencer Gordon Bennet (1945)